# Aéroport de Kashechewan
L'aéroport de Kashechewan, (code IATA : ZKE • code OACI : CZKE), est situé près de la communauté de Kashechewan, Ontario, Canada,.

## Compagnies aériennes et destinations
| Compagnies       | Destinations                                            |
| ---------------- | ------------------------------------------------------- |
| Air Creebec      | Attawapiskat, Fort Albany, Moosonee, Peawanuck, Timmins |
| Thunder Airlines | Attawapiskat, Fort Albany, Moosonee, Peawanuck, Timmins |

Édité le 07/03/2018